# Yancey megye
Yancey megye az Amerikai Egyesült Államokban, azon belül Észak-Karolina államban található. Megyeszékhelye és legnagyobb városa Burnsville. Lakosainak száma 18 470 fő (2020. április 1.). Yancey megye Mitchell, McDowell, Buncombe, Madison és Unicoi megyékkel határos.

## Népesség
A megye népességének változása:
| Lakosok száma | 17 806 | 17 693 | 17 626 | 17 566 | 17 587 | 18 470 |
|               | 2010   | 2011   | 2012   | 2013   | 2015   | 2020   |